# Олдройнш
Олдройнш (порт. Oldrões) — район (фрегезия) в Португалии, входит в округ Порту. Является составной частью муниципалитета Пенафиел. По старому административному делению входил в провинцию Дору-Литорал. Входит в экономико-статистический субрегион Тамега, который входит в Северный регион. Население составляет 2028 человек на 2001 год. Занимает площадь 5,33 км².